# ハロルド・ブラウン (政治家)
ハロルド・ブラウン（英語：Harold Brown、1927年9月19日 - 2019年1月4日）は、アメリカ合衆国の政治家、物理学者。ジミー・カーター政権にて第14代国防長官を務めた。

## 経歴
1927年9月19日にニューヨーク州ニューヨークに誕生する。ブロンクス科学高等学校、コロンビア大学から同大学院に進み、1949年に21歳にして物理学の博士号を取得した。
1952年にローレンス・リバモア国立研究所の主任になり頭角を現すと、ジョン・F・ケネディ政権時には国防総省研究開発局長を務めた。リチャード・ニクソン政権時代、1969年から始められた第一次戦略兵器制限交渉ではアメリカ代表の1人として活動した後、カリフォルニア工科大学学長を務めた。さらに1977年にジミー・カーター政権が発足すると、さらなる核軍縮を目指す方針を受けて国防長官に抜擢されている。